# 中国中部经济区
中国中部经济区位于中国中部的区域，属于经济地理概念，与华中地区并不等同，在2004年中国提出“中部崛起计划”以前，还没有特定的范围，属于泛泛的地理概念；既可以指不沿边、不沿海靠近版图中部的省级行政区，也可以理解为临近中原腹地的地区，广义上包括山西、河南、安徽、湖北、湖南和江西、四川、陕西、重庆、贵州以及青海、宁夏共计10省、1直辖市和1自治区。
按照《中部崛起计划》概定的范围，“中部”为经济地理（地缘经济）概念，区域范围仅包括山西、河南、安徽、湖北、湖南和江西共计6省，目前设有国家促进中部地区崛起工作办公室进行协调规划。这些省份地处内陆腹地，总面积102.6万平方公里，2012年时总人口为36,745万人，其中河南人口9388万（2011年末），河南地区GDP31,720亿元（2012年），湖北人口57,237,740人（2010年），湖北地区生产总值达到22250.16亿(2012)，湖南人口7119.34万人，地区GDP22,154亿元（2012年地区GDP总量为104,276亿元人民币。相比较而言，目前该区域的经济发展水平低于东部经济区，高于西部经济区，但经济发展的增速低于西部经济区。
| 中部经济区的经济、人口和面积的基本情况 |            |                                    |                         |                   |
| 省级行政区 | 省级行政区 | GDP（不含港澳） （亿元）（2017年） | 人口（万人） （2016年） | 面积 （平方公里） |
| 中国大陆 | 中国大陆   | 827122.0                           | 138,271                 | 9,596,960         |
| 中部 | 中部       | 179412.35                          | 36,709                  | 1,026,000         |
| 百分比 | 百分比     | 21.69％                            | 26.55％                 | 10.7％            |
| 其 中 | 河南省     | 44988.16                           | 9,532                   | 167,000           |
| 其 中 | 山西省     | 14973.51                           | 3,682                   | 156,000           |
| 其 中 | 安徽省     | 27518.67                           | 6,196                   | 139,000           |
| 其 中 | 江西省     | 20818.5                            | 4,592                   | 166,600           |
| 其 中 | 湖北省     | 36522.95                           | 5,885                   | 187,400           |
| 其 中 | 湖南省     | 34590.56                           | 6,822                   | 210,000           |
| 备注：山西省在行政区划上属华北大区，安徽省和江西省在行政区划上属华东大区。由于这三省目前经济相对滞后、且不沿海，故在经济上被划入中部地区。中国政府提出的中部崛起计划，以上六省都包含在内。 |            |                                    |                         |                   |

|  |      |                    |
|  | 东部 |                    |
|  | 西部 | 西部大开发         |
|  | 东北 | 振興東北老工業基地 |
|  | 中部 | 中部崛起计划       |

## 地理
中部经济区处于中国地理的第一阶梯和第二阶梯，从北到南的地貌依次是黄土高原、华北平原、长江中下游平原和东南丘陵。长江和黄河两条主要河流贯穿中部。长江流域分布着中国五大淡水湖的三个：洞庭湖、鄱阳湖和巢湖。其他大型湖泊还有梁子湖、洪湖、大官湖、龙感湖等。
由于中部6省跨越中国南北界限，因此气候和环境的南北差异很大。山西和河南地处北方，为温带季风气候；湖北、湖南、江西和安徽大体地处南方，为副热带季风气候。

## 历史地位
中部各省都历史悠久，因此都曾有过繁荣昌盛的时代。河南的洛阳、开封和安阳为知名古都。宋代四大书院全部位于中部省份（河南应天书院、湖南石鼓书院、湖南岳麓书院、江西白鹿洞书院）。经济方面以山西的晋商和安徽的徽商最为出名。但由于清末欧美国家资本流入等原因，大部分晋商和徽商在民国时期走向没落。明朝时期经济繁荣的四大名镇有三个（景德镇、朱仙镇和汉口镇）在中部经济区；清朝和民国的四大米市在中部。武汉为中部经济区最大的工商业城市及政治、文化、教育中心。自开埠以来，武汉的经济发展一直处于中部经济区乃至全国的领先水平，对外贸易量在民国时期仅次于当时的上海，人称“驾乎津门，直逼沪上”，有“东方芝加哥”的美誉。中华人民共和国成立之后武汉的经济总量一直位列全国第四，然而改革开放之后，其经济发展速度及水平逐渐被东部沿海城市超越。南昌曾为前中华民国军事首都，是中国中部地区的重要中心城市，而中共也在此发动了第一次武装暴动（南昌起义），但20世纪80年代后，其经济增长较为缓慢。郑州在20世纪初成为京广铁路和陇海铁路的交汇点后，迅速发展成中原地区的一个大城市。
中部经济区有黄帝、炎帝的故里，中国最早的王朝夏朝也在河南建立。春秋、战国的楚国主要控制河南西南部和湖北、湖南两省，并扩张到安徽和江西等省（江西、安徽等地区后曾被吴国征服）；山西和河南部分地区主要为晋国的疆域。中部经济区文化十分多元，有中原文化、楚文化、湖湘文化、吴文化、赣文化、徽文化等。四大书院、四大名楼都在中部经济区。中部6省有31个国家历史文化名城（全国130个），55个历史文化名镇（全国250个），98个历史文化名村（全国275个），1397个全国重点文物保护单位（前五批）（全国4296个）。

## 人口
中部6省户籍人口总数36745万人，占全国人口的28.1％；其中城镇人口13,074万人，占人口数的36％，低于全国43％的平均水平；乡村人口23,631万人，占人口的64％，高于全国57％的平均水平。
| 中部经济区人口比较（2016年，单位：万人） |            |         |          |          |
| 区域                                     | 区域       | 人口    | 城镇人口 | 乡村人口 |
| 大 陆                                    | 合计       | 138,271 | 79,298   | 58,973   |
| 大 陆                                    | 城乡比率％ | 100％   | 57％     | 43％     |
| 中 部                                    | 合计       | 36,709  | 19,370   | 17,339   |
| 中 部                                    | 城乡比率％ | 100％   | 53％     | 47％     |
| 其 中                                    | 河南省     | 9,532   | 4,623    | 4,909    |
| 其 中                                    | 山西省     | 3,682   | 2,070    | 1,612    |
| 其 中                                    | 安徽省     | 6,196   | 3,221    | 2,975    |
| 其 中                                    | 江西省     | 4,592   | 2,438    | 2,154    |
| 其 中                                    | 湖北省     | 5,885   | 3,419    | 2,466    |
| 其 中                                    | 湖南省     | 6,822   | 3,599    | 3,223    |

## 经济
註：數據資料需要更新

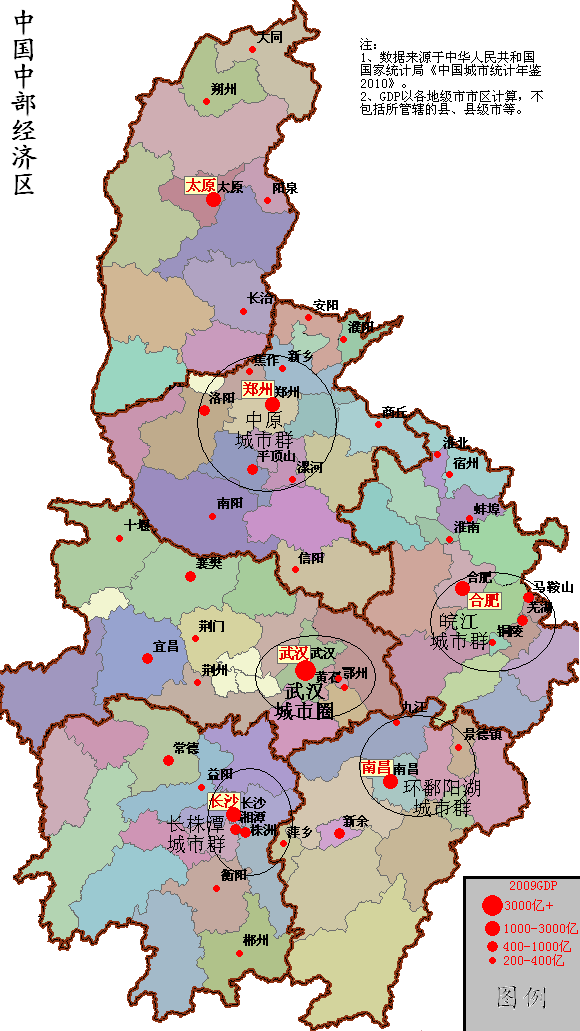
中部六省

中部经济区的经济总体水平落后东部沿海地区，也低于全国平均水平，位于西部西南的成渝地区经济强于中部地区，由于与东部落差进一步增大，而与西南经济相对发达的四川、重庆两省相比经济又被超越，中部发展压力增大。为此国家提出了中部崛起计划，旨在缩短中部与东部地区的差距，其内容大多借鉴了西部大开发西南地区建设的经验。表现为以农业为主的自然经济仍在经济中占有重要地位，GDP总量占全国的20.3％，人均10082元（2005年），仅及全国平均水平（13944元）的72.3％。三次产业中，第一产业、第二产业和第三产业的比重为16.6:46.9:36.5，和全国的12.5:47.3:40.3水平相比，仍旧表现为二、三产业欠发达，二、三产业仍旧落后全国平均水平。第一产业为6156亿元，占全国第一产业总量的27.1％，占中部经济区GDP总量的16.6％，大大高于12.3％的全国平均值。第二产业17375亿元，约占全国第二产业总量的20.2％，接近于GDP总量在全国所占的比重，稍低于47.3％全国平均水平。第三产业总量13516亿元，占全国第三产业总量的18.4％，占中部经济区GDP总量的36.5％，低于全国的40.3％平均水平。
| 中部经济区三次产业的比重比较（2005年，单位：亿元） |              |         |          |          |          |
| 区域                                               | 区域         | GDP     | 第一产业 | 第二产业 | 第三产业 |
| 大 陆                                              | 合计         | 182,321 | 22,718   | 86,208   | 73,395   |
| 大 陆                                              | 三次产业比重 | 100     | 12.5     | 47.3     | 40.3     |
| 中 部                                              | 合计         | 37,047  | 6,156    | 17,375   | 13,516   |
| 中 部                                              | 百分比       | 20.3％  | 27.1％   | 20.2％   | 18.4％   |
| 中 部                                              | 三次产业比重 | 100     | 16.6     | 46.9     | 36.5     |
| 其 中                                              | 河南省       | 10,535  | 1,843    | 5,539    | 3,153    |
| 其 中                                              | 山西省       | 4,121   | 258      | 2,308    | 1,555    |
| 其 中                                              | 安徽省       | 5,376   | 960      | 2,234    | 2,182    |
| 其 中                                              | 江西省       | 4,056   | 770      | 1,915    | 1,371    |
| 其 中                                              | 湖北省       | 6,485   | 1,070    | 2,774    | 2,641    |
| 其 中                                              | 湖南省       | 6,474   | 1,255    | 2,605    | 2,614    |

## 交通
由于中部经济区承接东西与南北的交通，因此多个重要的交通枢纽都位于中部经济区。

### 铁路
武汉和郑州为中部经济区最大的铁路枢纽城市。长沙、南昌、合肥、太原、襄阳、宜昌、株洲、怀化、鹰潭等为重要铁路枢纽。中部经济区最重要的铁路是京广铁路（京广高铁）、京九铁路（京九高铁）、滬漢蓉客運專線（沪汉蓉高铁）、沪昆高铁、陇海铁路。
八纵八横铁路网枢纽城市：
- 武汉：京广铁路（京广高铁）-滬漢蓉客運專線（沪汉蓉高铁）-京九铁路（武九客专）
- 郑州：京广铁路（京广高铁）-陇海铁路
- 合肥：滬漢蓉客運專線（沪汉蓉高铁）-宁西铁路
- 南昌：京九铁路（京九高铁）-沪昆铁路（沪昆高铁）
- 长沙：京广铁路（京广高铁）-沪昆铁路（沪昆高铁）
- 太原：石太客专

### 航空
主要枢纽机场有：武汉天河国际机场（中部首家4F级机场，240小时过境免签）、鄂州花湖国际机场（中国首家货运枢纽机场]]，长沙黄花国际机场（240小时过境免签）、郑州新郑国际机场（240小时过境免签）、合肥新桥国际机场、南昌昌北国际机场、太原武宿国际机场以及支线机场宜昌三峡国际机场、襄阳刘集机场、荆州沙市机场、恩施许家坪国际机场、张家界荷花国际机场、常德桃花源机场、洛阳北郊机场、南阳姜营机场、黄山屯溪国际机场、运城关公机场。旅游景区有神农架的神农架机场、武当山的武当山机场、三清山的三清山机场、五台山的五台山机场、九华山的九华山机场、庐山的庐山机场（停航扩建中）等。

### 航运
中部经济区的航运都位于长江流域，武汉港是长江中游最大的航运中心，宜昌港、荆州港、黄石港也是湖北省重要的内河港口，另有湖南省最大的内河港口岳阳港、江西省最大的内河港口九江港和安徽省最大的内河港口芜湖港。

## 旅游
中部经济区的旅游资源丰富，但现在开发依然不够。张家界、庐山（九江）、长江三峡（宜昌）、平遥、武汉、郑州、长沙、洛阳等地为旅游人数最多的景点。
世界遗产：
- 武当山古建筑群
- 神农架
- 明清皇家陵寝—明显陵
- 土司遗址
- 长城（山西、湖北、河南、湖南）
- 武陵源风景名胜区
- 中国丹霞—湖南崀山
- 庐山国家公园
- 三清山国家公园
- 龙门石窟
- 殷墟
- 天地之中建筑群
- 平遥古城
- 五台山
- 云冈石窟
- 皖南古村落—宏村、西递
- 黄山

其他重要旅游景点
- 五岳的恒山、嵩山和衡山
- 江南三大名楼：黄鹤楼、岳阳楼和滕王阁
- 四大书院：岳麓书院、嵩阳书院和白鹿洞书院（应天府书院和石鼓书院已毁）
- 三国景点：长江三峡（白帝城）、赤壁、武侯祠、关林、虎牢关等
- 红色旅游：韶山、橘子洲头、井冈山、瑞金、罗坊、大别山等
- 还有晋祠、桃花源、少林寺、龙虎山、凤凰古城、五台山、九华山、仙女湖等景区。